# Actrices
Actrices (título original, Actrius) es una película de Ventura Pons de 1996, rodada en catalán. En la película no aparecen actores y las cuatro actrices protagonistas se doblaron al castellano.

## Sinopsis
Para prepararse un papel de una antigua y archiconocida actriz, una estudiante de arte dramático entrevista a tres grandes actrices que fueron alumnas suyas: una diva internacional (Glòria Marc, interpretada por Núria Espert), una estrella de televisión (Assumpta Roca, interpretada por Rosa María Sardà) y una directora de doblaje (Maria Caminal, interpretada por Anna Lizaran).